# Tembo
Tembo  elefant på swahili: "Tembo", (født ca 1934 i Sudan – 5. maj 1970 i København) var en af København Zoos gennem tiderne mest kendte elefanter. 
Tembo var en afrikansk elefant (Loxodonta africana), var tre år gammel da han kom til København i 1936. Han var blevet fanget i Sudan af Christoffer Schuls i 1934. Han var han en meget rolig og venlig elefant både over for dyrepassere og besøgende, men i maj 1970 begyndte han at blive meget aggressiv, og ødelagde sin stald. Årsagen til hans pludselige voldelige adfærd var forårsaget af at en af hans kindtænder(molarer) voksede nedad, og hans kæbe blev delt i to. Eksperter udtalte, at tanden havde forvoldt ham stærke smerter. På grund af tandsmerterne blev han aflivet 5. maj 1970. Ved sin død vejede han mindst 6.250 kg. En af Europas største elefanter nogensinde, måske endda i hele verden. Hans aflivning skabte negative følelser fra dele af den danske befolkning. Dagen efter blev flere vinduer ødelagt i København Zoos direktør Arne Dyhrbergs hus. Tembo var den eneste afrikanske elefant i København Zoo frem til de vildtfødte elefanter Toto og Moran kom i 1966. De flyttedes til andre zoologiske haver i årene efter Tembos død. Tembos sidste færd gik til destruktionsanstalten i Hammel. 